# Gresten-Land
Gresten-Land är en kommun  i Österrike. Den ligger i distriktet Scheibbs i förbundslandet Niederösterreich, 110 km väster om huvudstaden Wien. Kommunen består av landsbygden runt orten Gresten, som utgör en egen kommun. Något kommuncentrum finns inte, utan administationen ligger i Gresten.
Kommunen består av fyra delar (Ortschaften) (inom parentes invånarantal 1 januari 2024):
- Oberamt (427)
- Obergut (30)
- Schadneramt (346)
- Unteramt (685)